# Stein Olav Hestad
Stein Olav Hestad (Molde, 30 giugno 1952) è un ex calciatore norvegese, di ruolo centrocampista.

## Biografia
Soprannominato Laffen, è il padre di Daniel Berg e Peter Berg Hestad. Suo fratello Harry Hestad e suoi cognati Odd Berg e Jan Berg anch'egli calciatori di Molde.

## Carriera

### Club
Hestad giocò 681 incontri per il Molde, di cui 249 nella massima divisione norvegese. Contribuì a due secondi posti in campionato per il Molde, il primo nel 1974 ed il secondo nel 1987. Fu anche finalista perdente nella Coppa di Norvegia 1982 e nella Coppa di Norvegia 1989.

### Nazionale
Conta 9 presenze per la Norvegia under 21. Esordì il 22 agosto 1973, nella vittoria per 1-2 sulla Polonia under 21.